# Sybra obtusipennis
Sybra obtusipennis är en skalbaggsart som först beskrevs av Aurivillius 1928.  Sybra obtusipennis ingår i släktet Sybra och familjen långhorningar.
Artens utbredningsområde är Samoa. Inga underarter finns listade i Catalogue of Life.